# 蘇珥
蘇珥（1699年—1767年），字瑞一，號古儕，晚號睡逸居士，廣東順德北滘碧江人。
七歲能作文，是有名的書法家，草书尤其出色，亦擅榜书。与顺德罗天尺、南海何梦瑶等结南香诗社，一时称盛。康熙六十年（1721年），與何梦瑶、劳孝舆同学於督学惠士奇門下，合稱為“惠門四士”。被誉为“南海明珠”。乾隆元年劳孝舆徵博學鴻詞科，约蘇珥与俱赴京。蘇婉拒說：“家有老母八十，难道不怕碧玉老人耻笑?”遂未赴約。乾隆三年（1738年）中舉，進京赴考，落第後，不再涉及科场。五年，惠士奇偕子惠棟南下廣東，與諸弟子參訂《禮說》，即寄寓蘇珥處。晚年教学著述终老。乾隆三十二年丁亥（1767年）卒。著有《宏简录辨定》、《笔山堂类书》、《安舟杂钞》等。